# Andreas Aloneftis
Andreas Aloneftis (griechisch Ανδρέας Αλωνεύτης; * 24. August 1945 in Nikosia) ist ein Politiker in der Republik Zypern, der unter anderem zwischen 1988 und 1993 Verteidigungsminister sowie von 2003 bis 2006 Vorsitzender des Verwaltungsrates der Cyprus Broadcasting Corporation (CyBC) war.

## Leben
Andreas Aloneftis, Sohn von Polykarpos Aloneftis und Charitini Papandreou, war zwischen 1966 und 1972 Buchhalter und danach von 1972 bis 1976 Chefbuchhalter der Cyprus Development Bank. Er absolvierte in dieser Zeit ein Studium an der School of Accountancy and Business Studies in Glasgow, das er 1973 mit einem Bachelor abschloss. Er war zwischen 1976 und 1978 Finanzmanager der Cyprus Development Bank und beendete in dieser Zeit ein postgraduales Studium an der Southern Methodist University (SMU) mit einem Master of Business Administration (MBA). Im Anschluss war er von 1978 bis 1982 Leitender Investment-Manager der Cyprus Development Bank und wechselte nach einem weiteren postgradualen Studiengang am New York Institute of Finance 1982 zur Cyprus Investment and Securities Corporation und war bis 1988 deren Generalmanager und Chief Executive Officer (CEO).
Am 29. Februar 1988 wurde Aloneftis als Verteidigungsminister in das Kabinett Georges Vassiliou und gehörte diesem bis zum 28. Februar 1993 an. Nach seinem Ausscheiden aus der Regierung fungierte er zwischen 1993 und 1995 als CEO der American Life Insurance Company in Nikosia sowie im Anschluss von 1995 bis 1999 als Geschäftsführender Direktor der CypriaLife Insurance. Während dieser Zeit absolvierte er von 1996 bis 2000 auch einen postgradualen Studiengang am Henley Management College und war zwischen 1999 und 2000 Generalmanager einer Versicherungsgruppe. Er fungierte zwischen 2000 und 2001 als Geschäftsführender Direktor und CEO von Lambousa Venture Capital and Olympos Investments und ist seit 2001 Geschäftsführender Vorsitzender von Allied Capital sowie 2001 Geschäftsführender Vize-Vorsitzender von Alliance International Reinsurance. Er absolvierte 2002 einen weiteren postgradualen Studiengang an der Middlesex University und bekleidete von 2003 bis 2006 den Posten als Vorsitzender des Verwaltungsrates der Cyprus Broadcasting Corporation (CyBC).
Aus seiner 1967 geschlossenen Ehe mit Nethie Georghiades gingen die Kinder Alkis und Cynthia hervor.